# L'aparició de Crist davant del poble
L'aparició de Crist davant del poble o L'aparició del Messies (en rus: Явление Христа народу) és un quadre del pintor rus d'Aleksandr Ivànov. Considerada la seva obra magna, va trigar vint anys a pintar-la, de 1837 a 1857. Representa l'escena en què Jesús arriba on es troba Joan Baptista per a ser batejat, fet narrat al capítol I de l'evangeli segons Joan i al capítol III de l'evangeli segons Mateu. L'obra s'exposa a la Galeria Tretiakov de Moscou.
En el quadre apareixen diverses escenes de la Bíblia. Al centre, Sant Joan Baptista, vestint una pell d'animal, es troba a la riba del riu Jordà assenyalant la figura de Jesús que es veu al fons aproximant-se cap a ells. A l'esquerra, hi ha l'apòstol Joan, darrere els apòstols Pere i Andreu i Bartomeu. En la part baixa, hi ha gent observant indecisa. Al centre un home massa ric per seguir Crist i un esclau, del qual Ivanov digué que després de patir experimentava «goig per primera vegada». A la dreta hi ha una figura més a prop de Jesús que és el millor amic del pintor, l'escriptor Gogol.